# 日本演奏連盟
公益社団法人日本演奏連盟（にほんえんそうれんめい、英: Japan Federation of Musicians）は、クラシック音楽の演奏家の育成と権利擁護促進活動を行い、クラシック音楽の普及促進を通じて文化の発展に寄与することを目的とする公益社団法人。略称は日演連。

## 沿革
《主な出典：》
- 1965年
  - 07月12日 - 設立総会を日本工業倶楽部会館（東京都千代田区丸の内）で行う。

事務所を東京都中央区銀座7丁目3番地 第7ビル内に置く（日付不詳）。
- 12月24日 - 社団法人設立認可。

- 1966年12月 - 臨時総会を行って、役員選挙規程を制定。
- 1967年 - 「音楽鑑賞教室」開始（2005年6月まで）。「音楽ゼミナール」開始（1981年まで）。
- 1968年 - 「日演連推薦新人演奏会｣開始（2012年からは新進演奏家育成プロジェクト「オーケストラ・シリーズ」となる）。
- 1969年 - 「日本演奏連盟研究発表演奏会」開始（1988年2月まで）。
- 1970年 - 「都民芸術フェスティバル｣オーケストラ公演開始（継続中）。
  - 11月 - 事務所を東京都中央区京橋2丁目11番地 京二館ビルに移転。
- 1971年 - 商業用レコード二次使用料受入れ開始。
- 1978年07月 - 試験研究法人（のちの特定公益増進法人）の認可を受ける。
- 1979年06月 - 事務所を東京都港区虎ノ門5丁目3番20号 仙石山アネックス110号に移転。
- 1980年 - 「第1回日本国際音楽コンクール」を開催（以降、第6回〈1995年〉まで開催）。
- 1989年 - 「都民名曲サロン」開始（1993年3月まで）。
- 1994年08月 - 事務所を東京都港区虎ノ門5丁目2番8号 加賀ビルに移転。
- 1999年02月 - 「日本国際音楽コンクール」財源難のため中止を決定。
- 2010年02月 - 事務所を東京都港区新橋3丁目1番10号 石井ビル6階に移転。
- 2012年04月1日 - 公益社団法人へ移行登記。
- 2015年06月5日 - 堤 剛 理事長就任。

## 概要
- 設立年月日：1965年7月12日
- 理事長：堤 剛
- 事務所：〒105-0004東京都港区新橋3丁目1番10号 石井ビル6階
- 会員数：2948名（2023年3月31日時点）[1]